# Parlick Fell
Le Parlick Fell est un fromage blanc anglais fait avec du lait de brebis, à pâte semi-molle et friable, avec un fort gout de noisette. Il est fabriqué à Longridge dans le Lancashire.